# Sabina Mugabe
Sabina Gabriel Mugabe (Zvimba, 14 de octubre de 1934 – Harare, 29 de julio de 2010) fue una política zimbabuense. Era la hermana pequeña del Presidente Robert Mugabe.

## Biografía
Sabina Mugabe nació el 14 de octubre de 1934 en una misión católica de Kutama, que estaba dirigida por jesuitas de la Orden Marista, en el distrito de Zvimba a 50 millas al noroeste de Harare, de padre malauí, Gabriel Matibili y una madre Shona, Bona.
Sabina Mugabe dejó Rodesia en 1975 y estudió economía y nutrición en la Universidad de Surrey y Richmond College en Londres antes de marchar a Nueva Escocia, Canadá, para estudiar sociología en un colegio católico. Antes de dejar Rhodesia se había refugiado en el seminario católico Silveira, en las afueras de Harare, mientras su hermano Robert dirigía las guerrillas de ZANU luchaba contra las fuerzas del exlíder rodesiano Ian Smith desde bases en Mozambique..
Militó en la Zanu-PF y fue parlamentaria desde 1985 hasta 2008. Estuvo implicada en la confiscación violenta de granjas de propietarios blancos a finales de los 90 y principios del 2000 y que acabó con la muerte de uno de los granjeros por una turba que quería ocupar su casa. Antes, en noviembre de 2000 Sabina Mugabe le había informado a ese granjero que quería su granja "para poder mudarse". Entró en la lista de sancionados de las Naciones Unidas en 2003 y permaneció allí hasta su muerte.
Sabina Mugabe sufrió un ataque al corazón en 2007 y se retiró como parlamentaria en 2008. Según el presidente Mugabe, la vistó antes de su muerte y contó que una parte de su cerebro quedó dañado por este ataque. Sabina Mugabe moriría en Harare el 29 de julio de 2010 a los 75 años.